# Ján Kliešek
Ján Kliešek (12. listopadu 1866 – 20. ledna 1922?) byl slovenský a československý politik a poslanec Revolučního národního shromáždění.

## Biografie
Od roku 1919 zasedal v Revolučním národním shromáždění za slovenský klub (slovenští poslanci Revolučního národního shromáždění ještě nebyli organizováni podle stranických klubů). Poslancem se stal na 39. schůzi parlamentu v březnu 1919. Byl profesí rolníkem. Žil v obci Moravské Lieskové. Do parlamentu byl dodatečně jmenován v rámci skupiny několika nových poslanců, jejichž účelem bylo zvýšit zastoupení Slováků. V rámci slovenské reprezentace pak patřil do křídla rolníků, ze kterého se ustavila Slovenská národní a rolnická strana (SNaRS).
Databáze poslanců uvádí, že zemřel v lednu 1922. Ještě koncem roku 1922 je ale v dobovém tisku uváděn jako člen Slovenské národní a rolnické strany.